# 约翰·文森特·阿塔纳索夫
约翰·文森特·阿塔纳索夫（英語：John Vincent Atanasoff，1903年10月4日—1995年6月15日）是美国物理学家、发明家。
1973年霍尼韦尔对斯佩里·兰特专利诉讼决定，将阿塔纳索夫认定为第一台自动电子数字计算机的发明者。这台专用计算机的名字叫做阿塔纳索夫-贝瑞计算机。
阿塔纳索夫是保加利亚移民的后裔。二十世纪三十年代后期和四十年代前期，他在艾奥瓦州立大学研究数字电子计算机，这项工作在二十世纪七八十年代才为公众所知。在此之前，阿塔纳索夫只拥有教授、政府的展示研究指导者，以及企业研究负责人的身份。

## 早期生活和教育
约翰·阿塔纳索夫于1903年10月4日出生在美国纽约州汉密尔顿镇的一个电气工程师和教师家庭。阿塔纳索夫的父亲——伊万·阿塔纳索夫与1876年出生在保加利亚Tundzha市Boyadzhik镇，毗邻扬博尔。当伊万还是个婴儿的时候，伊万的父亲就在四月起义后被奥斯曼士兵杀害了。1889年，伊万和他的叔叔（或伯父）一起移民到了美国。阿塔纳索夫的母亲——Iva·卢塞纳·普尔蒂是一位数学教师。
阿塔纳索夫是在美国佛罗里达州布鲁斯特由他的父母抚养长大的。他在九岁的时候学习了使用计算尺，随后不久学习了对数，然后在佛罗里达州Mulberry高中上了两年学。1925年，阿塔纳索夫以全A的毕业成绩拿到了佛罗里达大学的电气工程科学学士学位。
他在爱荷华州立大学继续学习，并在1926年获得了数学硕士学位。1930年，他以论文《氦气的介电常数》获得了威斯康星大学麦迪逊分校的理论物理学哲学博士学位，自此结束了他的正规教育阶段。在获得了博士学位之后，他获得了爱荷华州立大学数学和物理学的助理教授职位。

## 计算机的开发

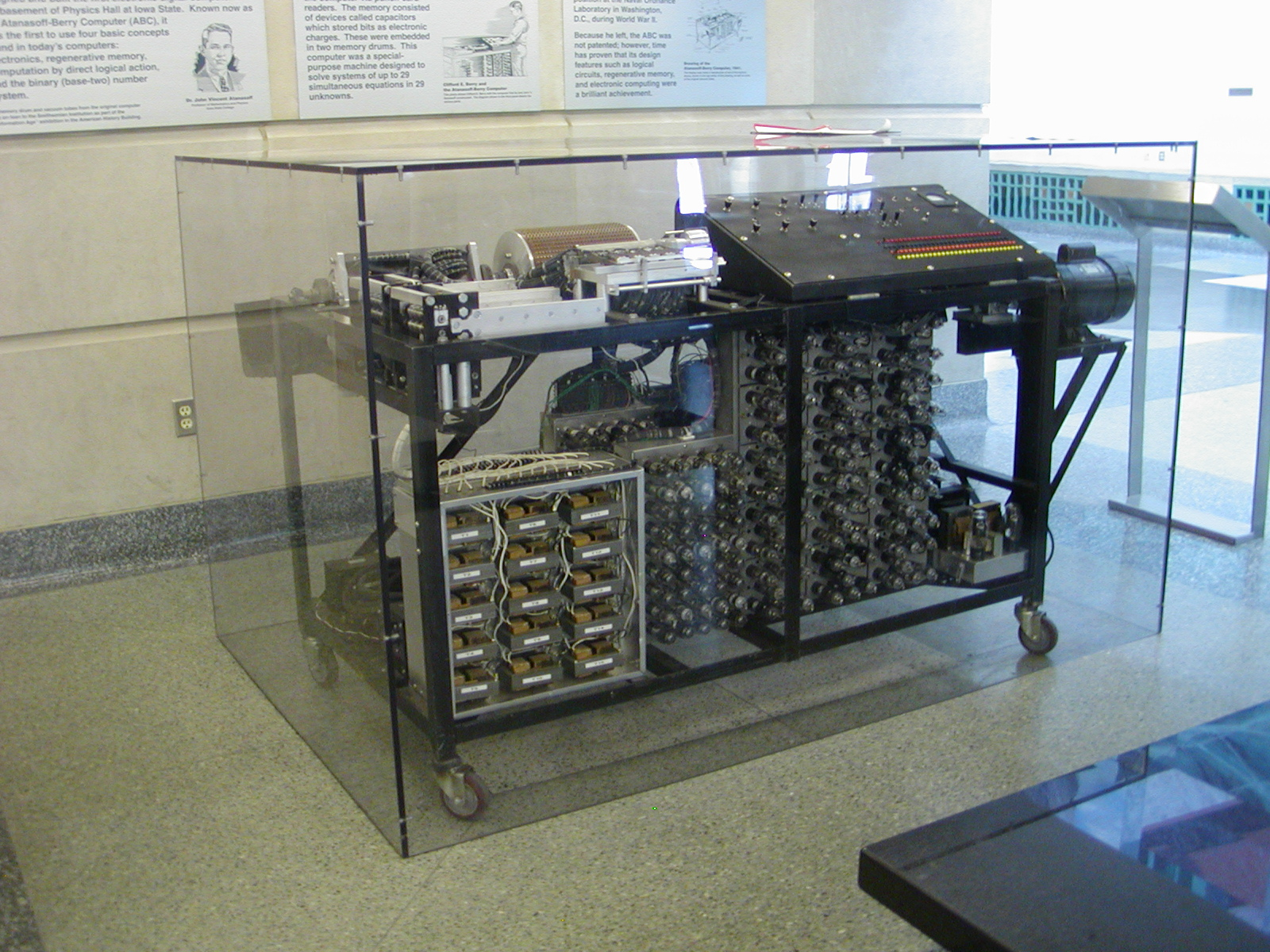
1997年阿塔纳索夫-贝瑞计算机的复制品，位于爱荷华州立大学达勒姆中心。

在阿塔纳索夫写博士论文的时候，可以使用的最好的计算工具就是门罗计算器（Monroe calculator）。部分原因是由于觉得使用这个计算器是个苦差事，阿塔纳索夫开始研究更快的计算方法。在爱荷华州立大学，阿塔纳索夫为了科学问题研究了从属门罗计算器和IBM制表机的使用。他在1936发明了一台模拟计算器，用于表面几何分析。良好的机械度量需要更高的精度，这促使他开始考虑数字的（而非机械的）解决方案。
根据阿塔纳索夫的讲述，阿塔纳索夫-贝瑞计算机的几个执行原则是他在1937-1938年冬天去伊利诺伊州岩岛的行驶途中灵光一闪，突然构想出来的。在1939年获得的650美元（相当于2010年的8403美元）的资金支持下，以及他的研究生克利福德·贝瑞的协助下，当年十一月，ABC原型机制作完成了。
ABC计算机中引入的关键思想包括二进制数学以及布尔逻辑，来求解多达29个方程联立的线性方程组。ABC没有中央处理器（CPU），但是设计成了使用真空管进行数字计算的电子设备。同时，它还由一个进程控制单独的再生电容存储器，这种存储器直到今天还在动态随机存取存储器（DRAM）中使用着。

## 专利纠纷
约翰·莫齐利和J.·Presper·埃克特是计算机制造商斯佩里·兰特的成员。1954年到1973年期间，各方对他们两个人提出了撤销其电子计算机专利的法律诉讼。阿塔纳索夫见证了这场法律行动。1973年，联邦法院的一位法官宣布了决定，称阿塔纳索夫为电子数字计算机的发明人。
阿塔纳索夫第一次与莫齐利相见，是在1940年于费城举行的美国科学促进会的会议上。在这次会议上，莫齐利展示了他用于气象数据分析的计算器——“谐波分析仪”。阿塔纳索夫将他制作了一台新数字设备的事情告诉了莫齐利，并邀请他参观。（在费城一行中，阿塔纳索夫和贝瑞还到华盛顿的专利局对专利进行了查询。）
1941年6月，莫齐利到艾奥瓦州艾姆斯市拜访了阿塔纳索夫，并在他家里做客四天。阿塔纳索夫和莫齐利讨论并测试了ABC原型机，还看了阿塔纳索夫的设计手稿。1942年9月，阿塔纳索夫离开艾奥瓦州，执行战时任务，任海军军械实验室（NOL）“Chief of the Acoustic Division”职务；艾奥瓦州立大学随后也没有提交关于ABC计算机的专利申请。
1943年，莫齐利在华盛顿对阿塔纳索夫拜访了多次，讨论计算理论。但是直到1944年前期，他一直没有提到他自己正在研究一个计算机项目。
1945年，根据约翰·冯·诺伊曼的建议，美国海军决定建造一台大型计算机。阿塔纳索夫负责这个项目，他还请求莫齐利关于必要工作人员职务说明的事情。然而，阿塔纳索夫同时还负责设计监视原子弹试验的声学系统。后者是比较重要的工作，而且当他在1946年7月完成了试验工作，从比基尼环礁返回的时候，NOL计算机项目又根据冯·诺伊曼的建议，因为缺乏进展而被取消了。
1954年6月，IBM专利代理人A.J.艾蒂安向阿塔纳索夫寻求帮助，试图打破埃克特和莫齐利关于磁存储器转鼓的专利，因为。克利福德·贝瑞曾经警告说ABC计算机的磁存储器转鼓是在先技术。阿塔纳索夫同意协助这个代理人，但是最终IBM与斯佩里·兰特加入了专利共享协议，而斯佩里·兰特就是埃克特和莫齐利的存储器专利的拥有者，所以这个案件就撤消了。
阿塔纳索夫在后来的霍尼韦尔与斯佩里·兰特的诉讼中作证。在那个案件的判决中，厄尔·R·拉尔森发现“埃克特和莫齐利并不是他们自己首先发明了自动电子数字计算机，而是继承了约翰·文森特·阿塔纳索夫所发明计算机的题材”。

## 战后的生活
二战之后，阿塔纳索夫留在了政府中工作，并开发了特殊的地震仪和微型自动记录式气压计（barograph），用于长期的爆炸物检测。1952年，他创建并领导了军械工程公司，后来把公司卖给了喷气飞机公司，并成为了喷气飞机公司的大西洋地区总裁。
1961年，阿塔纳索夫和妻子爱丽丝搬到了马里兰州弗雷德里克县纽马基特镇的山顶农场，过退休生活。1961年，他在马里兰州弗雷德里克开了另外一家公司——控制论公司（Cybernetics Incorporated），并经营了20年。他在与快速成长的霍尼韦尔和斯佩里·兰特的计算机公司竞争的过程中，逐渐卷入了一场法律纠纷。在霍尼韦尔与斯佩里·兰特的诉讼判决之后，阿塔纳索夫成为了爱荷华州立大学（曾经叫爱荷华州立学院）的荣耀，并获得了多个奖项。
经历了漫长的疾病煎熬后，阿塔纳索夫最终在1995年因中风死于家中。他葬在马里兰州艾里山镇的松林公墓。

## 荣誉和声望

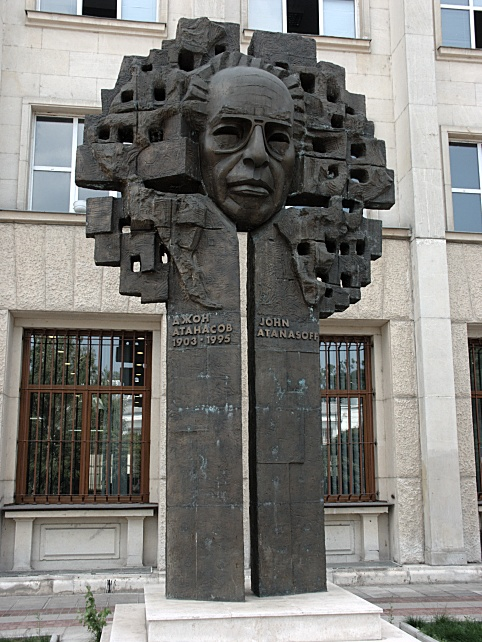
约翰·阿塔纳索夫纪念碑，位于他的祖籍保加利亚的索非亚市。

阿塔纳索夫因为科学成就而获得的第一个国家奖项是圣徒西里尔和迪乌斯一等勋章。这个1970年授予他的荣誉奖项是保加利亚的最高科学荣誉，直到1973年的法庭判决。
1990年，老布什总统授予阿塔纳索夫美国国家技术与创新奖章，这是美国关于技术进步方面的最高荣誉。
阿塔纳索夫获得的其他荣誉和声望：
- 美国海军杰出服务奖（1945年）
- 美国地震学会引用（1947年）
- 军械局上将引用（1947年）
- 宇宙俱乐部成员（1947年）
- 佛罗里达大学荣誉科学博士（1974年）
- 计算机医学协会荣誉会员（1974年）
- 爱荷华州发明家名人堂（1978年）
- 电气电子工程师学会（IEEE）计算机先驱奖章（1981年）
- 爱荷华州州长科学奖章（1985年）
- 保加利亚人民共和国一等勋章（1985年）[4]
- EDUCOM的计算鉴赏奖（1985年）
- 保加利亚科学院外籍院士（1985年）[6]
- 美国机械工程师学会霍立奖章（1985年）
- 保加利亚扬博尔市荣誉市民（1985年）（阿塔纳索夫的父亲出生在扬博尔市）[6]
- 库尔斯美国创造力奖章（1986年）
- 威斯康星大学麦迪逊分校荣誉科学博士（1987年）

### 以阿塔纳索夫命名的事物
- 阿塔纳索夫冰原岛峰，位于南极洲南设得兰群岛利文斯顿岛[7]
- 3546阿塔纳索夫小行星，发现者是保加利亚Rozhen天文台[8][9][10]
- 阿塔纳索夫大厅，位于爱荷华州校园的计算机科学建筑
- 由爱荷华州实施的麻省理工学院的雅典娜工程（“文森特工程”，以阿塔纳索夫的中间名字命名）
- 约翰·阿塔纳索夫奖，由时任保加利亚总统格奥尔基·珀尔瓦诺夫在2003年设立，一年一次，授予对计算机和信息技术领域以及保加利亚信息社会有成就的保加利亚年轻人[11][12]。
- 约翰·阿塔纳索夫学院，位于保加利亚普罗夫迪夫市，是索非亚技术大学的一个分支[13]
- 约翰·阿塔纳索夫竞赛，关于信息学和信息技术领域，自2001年起在保加利亚舒门市每年举行一次[14]
- 约翰·阿塔纳索夫电子学职业高中，位于保加利亚旧扎戈拉市[15]
- 约翰·阿塔纳索夫电子学职业高中，位于保加利亚索非亚市[16]
- 约翰·阿塔纳索夫Chitalishte（保加利亚的一种社区活动中心），位于保加利亚索非亚市[17]
- 约翰·阿塔纳索夫Chitalishte，位于保加利亚Boyadzhik镇（阿塔纳索夫父亲的出生地）[18]
- 约翰·阿塔纳索夫教授第四小学，位于保加利亚索非亚市[19]
- 约翰·阿塔纳索夫私立高中，位于保加利亚布拉戈耶夫格勒市[20]
- 约翰·阿塔纳索夫职业技术高中，位于保加利亚丘斯滕迪尔市[21]
- 约翰·阿塔纳索夫经济信息职业高中，位于保加利亚特尔戈维什特市[22]
- 约翰·阿塔纳索夫大学生计算机俱乐部，位于保加利亚普罗夫迪夫大学[23]
- 约翰·阿塔纳索夫街，位于保加利亚扬博尔市[24]
- 约翰·阿塔纳索夫街，位于保加利亚索非亚市[25]